# Чеканова, Нина Игнатьевна
Нина Игнатьевна Чеканова (1913—2005) — советский передовик производства в сельском хозяйстве. Депутат Верховного Совета СССР 6-го созыва (1962—1966). Заслуженный агроном РСФСР (1962). Герой Социалистического Труда (1961).

## Биография
Родилась 31 декабря 1913 года в селе Солоновке, Волчихинского района Алтайского края в семье политических ссыльных.
С 1936 года после окончания  с отличием Омского сельскохозяйственного института имени С. М. Кирова и была направлена на работу в Алтайский край.
С 1936 по 1943 годы работала на различных должностях в Рубцовском межрайонном лесном питомнике — агрономом-овощеводом, заведующим плодово-ягодного отдела, агрономом Рубцовского государственного сортового участка, зерновых, масличных культур и трави  заведующим этим участком.
С 1943 по 1949 годы работала агрономом Алтайского краевого земельного отдела и  агрономом Алтайской краевой инспекции по сортоиспытанию полевых и кормовых культур. С первых дней трудовой деятельности Н. И. Чеканова проявила себя трудолюбивым исследователем, талантливым организатором сельскохозяйственного производства, любящим свое дело агрономом-овощеводом.
С 1949 году начала преподавательскую деятельность — преподавателем  растениеводства в Алтайской краевой сельскохозяйственной школой по подготовке руководящих кадров колхозов. Н. И. Чеканова работала — ассистентом и старшим преподавателем на кафедре растениеводства и занималась научно-исследовательской работой в Алтайский сельскохозяйственный институт.
15 сентября 1961 года Указом Президиума Верховного Совета СССР «за достижение высоких результатов в труде» Нина Игнатьевна Чеканова была награждена Орденом Трудового Красного Знамени.
31 декабря 1961 года Указом Президиума Верховного Совета СССР «за разработку и внедрение в сельскохозяйственное производство прогрессивных приемов, обеспечивающих повышение производительности труда и снижение себестоимости продукции, за достигнутые высокие производственные показатели» Нина Игнатьевна Чеканова была удостоена звания Героя Социалистического Труда с вручением Ордена Ленина и золотой медали «Серп и Молот».
Н. И. Чеканова была автором более тридцати научных статей и пяти брошюр, в 1962 году ей присвоено ученое звание — доцента. 26 апреля 1964 года «за высокие достижения в аграрной деятельности» Н. И. Чеканова была удостоена почётного звания — Заслуженный агроном РСФСР. 
Депутат Совета Союза Верховного Совета СССР 6-го созыва (1962—1966) от Алтайского края.
После выхода на пенсию проживала в городе Барнауле. Скончалась 25 марта 2005 года.

## Награды
- Медаль «Серп и Молот» (31.12.1961)
- Орден Ленина (31.12.1961)
- Орден Трудового Красного Знамени (15.09.1961)
- Медаль «За доблестный труд в Великой Отечественной войне 1941—1945 гг.»

### Звание
- Заслуженный агроном РСФСР (26.04.1962)